# Altair (rymdfarkost)

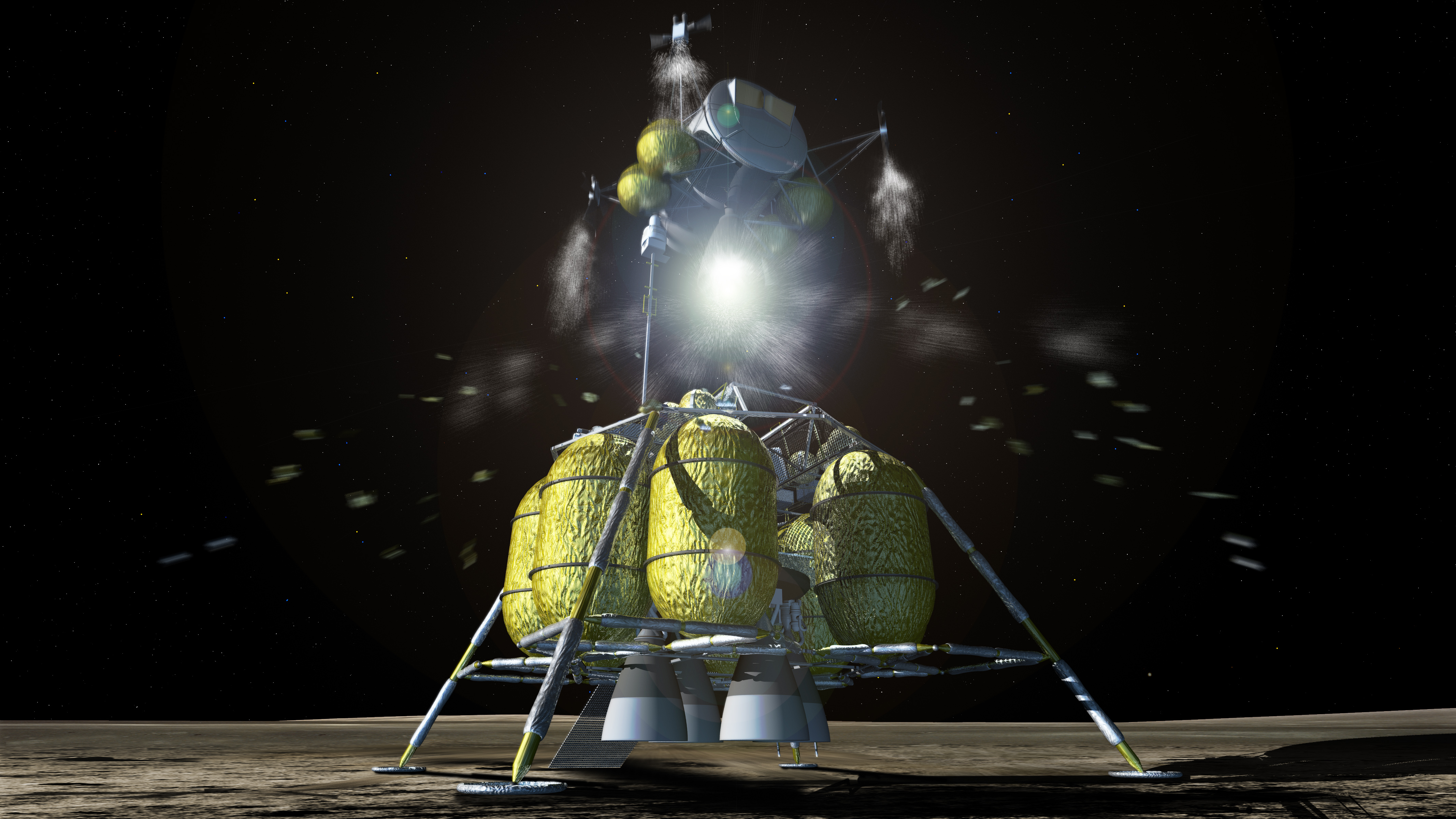
Simulerad bild av Altair-farkost som lämnar månens yta.

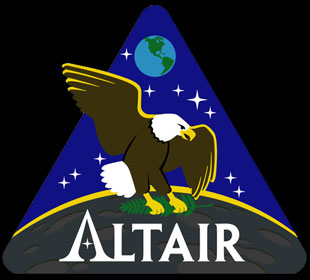
Altairs logotyp

Altair (tidigare Lunar Surface Access Module eller LSAM, engelska för "modul för åtkomst till månytan") var en månlandningsfarkost som utvecklas av NASA:s Constellationprogram (som lades ner 2010). Den planerades att användas vid månlandningar runt 2020. 
Altair utvecklades för att lyftas upp i omloppsbana runt jorden av rymdraketen Ares V. Väl i omloppsbana skulle Altair docka med rymdkapseln Orion. Denna skulle tidigare skjutits upp med hjälp av rymdraketen Ares I, med astronauter ombord. De två farkosterna skulle sedan färdas tillsammans till månen, runt vilken de skulle försätta sig i omloppsbana. Altair skulle då lämna Orionfarkosten och landa på månens yta. Under tiden skulle Orion lämnas obemannad i omloppsbanan runt månen. Efter avklarat uppdrag skulle Altair lyfta från månen och åter docka med Orionfarkosten för att slutligen återvända till jorden.

## Beskrivning
Altairs utformning liknade mycket Apolloprogrammets månlandare, (Lunar Module eller LM), även om Altair var mycket större. Den skulle bestå av två delar: ett landningssteg (engelska descent stage) som var tänkt att rymma huvuddelen av drivmedlet, elkraftskällor, och huvuddelen av andningssyret för besättningen, och ett avresesteg (engelska ascent stage) som var tänkt som arbets- och viloplats för besättningen. Till skillnad från LM, som bara förde två av de tre apolloastronauterna till månytan, skulle Altair kunna föra med sig alla fyra i besättningen till månytan och tillbaka. Altair var också tänkt att kunna flygas obemannad som en lastfarkost.
På samma sätt som LM skulle Altair haft två luckor: en på ovansidan för dockning med Orionfarkosten, och en huvudlucka för tillgång till månytan. Till skillnad från LM skulle Altair att ha en luftsluss som liknar de på rymdfärjorna eller Internationella rymdstationen (ISS) mellan besättningskabinen och huvudluckan. Luftslussen skulle det göra möjligt för astronauterna att ta på och av sig rymddräkter utan att föra med sig måndamm in i kabinen, samt tillåta farkosten att behålla sitt atmosfärtryck; i LM var det nödvändigt att tömma farkosten på luft varje gång luckan öppnades. Luftslussen skulle tillåta en astronaut med krånglande rymddräkt att återinträda i farkosten utan att resten av besättningen fördenskull måste avbryta sina aktiviteter på månytan.
Altair skulle även haft en liten toalett som liknar den som finns på ISS och ryska Sojuz, en matvärmare för att undvika Apollos "kall soppa"-meny; ett laserbaserat avståndsmätningssystem (med radarbackup) och en ny glascockpit och Boeing 787-baserat datorsystem som är identiskt med det i Orion.